# Esklum
Esklum is een 2 meter boven zeeniveau gelegen dorp in het Landkreis Leer in de Duitse deelstaat Nedersaksen. Bestuurlijk is het dorp onderdeel van de gemeente Westoverledingen.
Het kleine dorp heeft een kerk uit halverwege de dertiende eeuw. De kerk geldt als een van de oudste in het Overledingerland.
- Gemeinsame Normdatei: 4383558-2
- Library of Congress Control Number: n2004034251
- Nationale Bibliotheek van Israël: 987007499035605171
- Virtual International Authority File: 239176115